# لاکهید مارتین اف‌بی-۲۲
لاکهید مارتین اف‌بی-۲۲ (به انگلیسی: Lockheed Martin FB-22) با نام (استرایک رپتور) به عنوان جنگنده بمب افکن طراحی شد ،این بمب افکن طرحی بر پایه اف ۲۲ بود و در سال ۲۰۰۶ لغو تولید شد .این بمب افکن دارای بال دلتا شکل بود و همچنین برد عملیاتی بیشتر و موتور قوی‌تری نسبت به رپتور داشت و به خاطر حمل تسلیحات بیشتر و سوخت بیشتر اندازه آن بزرگ‌تر از رپتور بود.

## مشخصات
خدمه: ۱ (آزمایشی) یا ۲ (خلبان، کمک خلبان)
حداکثر وزن برخاست: ۱۲۰،۰۰۰ پوند (۵۴،۴۳۱ کیلوگرم)
عملکرد
حداکثر سرعت: ماخ ۱٫۹۲
محدوده: ۲۰۷۱ مایل. ۳۳۳۴ کیلومتر (1800 NMI) (شعاع عملیاتی) [۵]
محدودیت G: 6 گرم
جنگ افزار
موشک: ۲ × AIM-120 AMRAAM
بمب: ۳۰ × GBU-39 بمب کوچک قطر